# È tornato Garibaldi
È tornato Garibaldi è un album discografico del gruppo musicale italiano Statuto, pubblicato nel 1993 dalla EMI.

## Il disco
È il quarto album musicale degli Statuto, il secondo prodotto dalla EMI. Il disco, che contiene solo brani inediti, vede la collaborazione artistica di altri musicisti come Claudio Dentes, nel ruolo di produttore artistico, Gigi Restagno, autore della canzone Ti amo, e Paolo Belli, autore di Sha na na na e vai.
A detta della band, il disco sarebbe stato boicottato per via dei testi troppo espliciti, soprattutto quello della canzone che dà il titolo all'album, È tornato Garibaldi, fortemente critico nei confronti della Lega Nord. Di questo brano fu realizzato anche un videoclip.
Con l'unico singolo estratto da questo album, Saluti dal mare, gli Statuto parteciparono al Cantagiro. Anche di questo brano venne realizzato un videoclip.

## Tracce
1. È tornato Garibaldi
2. Vattene sceriffo
3. Saluti dal mare
4. Come gli eroi
5. Sha na na na e vai (Belli)
6. Signornò
7. A Palermo
8. Aio aio (Parretti/D'Alessandro)
9. Chi è ribelle non cambia mai
10. Ti amo (Restagno)

## Formazione
- Oscar Giammarinaro - Oskar - cantante
- Giovanni Deidda - Naska - batteria
- Rudy Ruzza - basso
- Alex Loggia - Bumba - chitarra
- Davide Rossi - Junior - tastiera